# Armand Sabatier

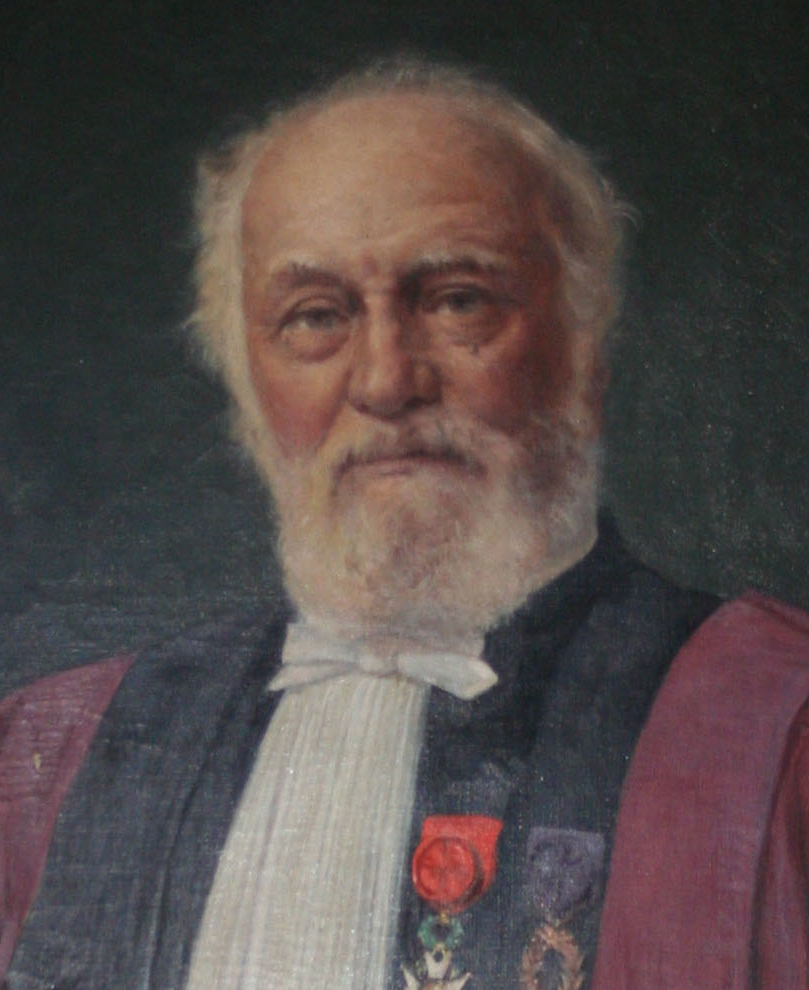
Armand Sabatier

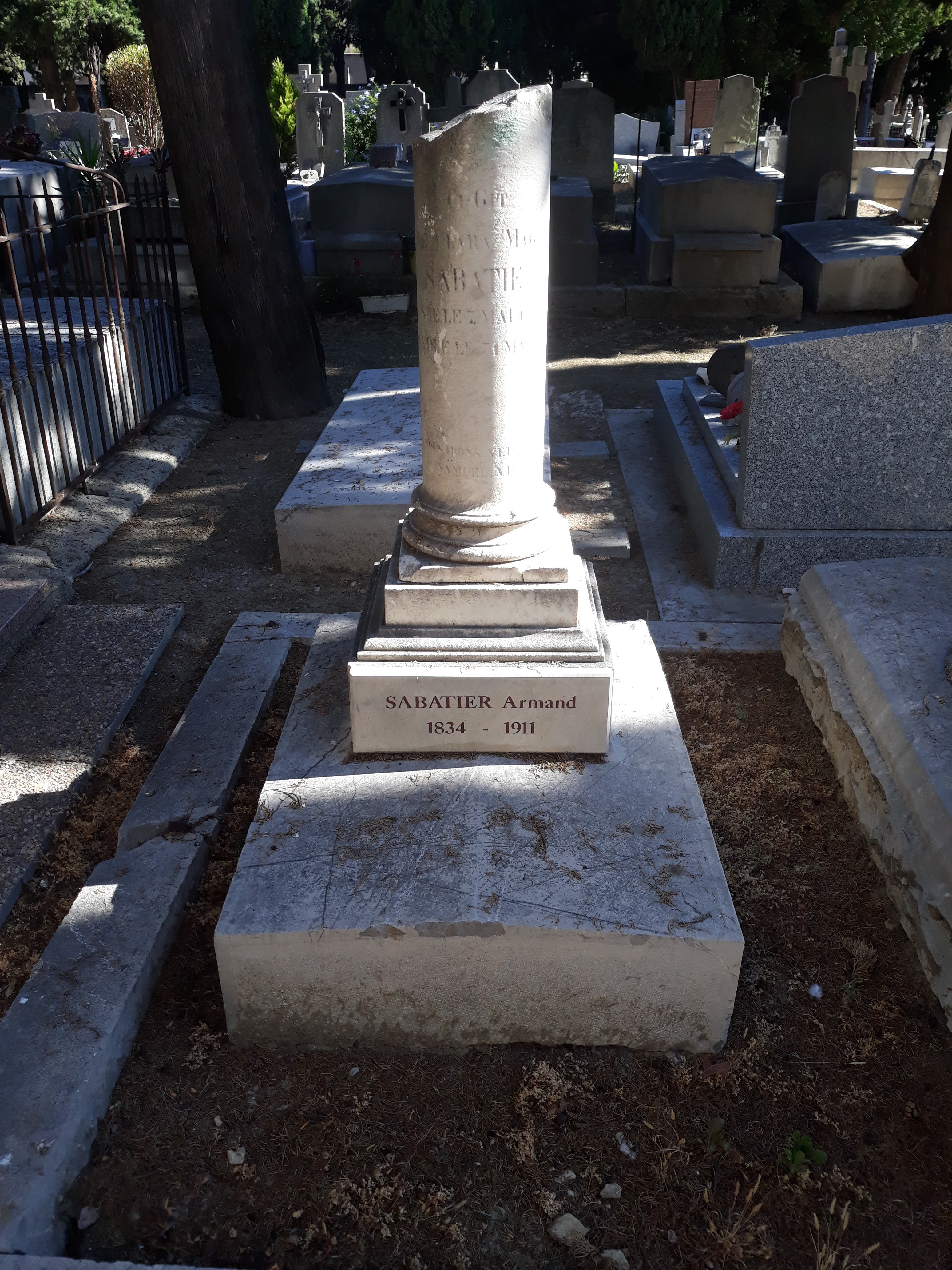
Das Grab von Armand Sabatier auf dem protestantischen Friedhof von Montpellier

Charles Paul Dieudonné Armand Sabatier (* 13. Januar 1834 in Ganges; † 22. Dezember 1910 in Montpellier) war ein französischer Zoologe. Seit 1895 war er korrespondierendes Mitglied der Académie des sciences in Paris.

## Schaffen
Sabatier wurde bekannt durch seine Studien in vergleichender Anatomie von Tieren und seine Forschungen auf dem Gebiet der Photographie, worin er in 1860 den nach ihm benannten Sabattier Effekt veröffentlichte. Bei dieser Veröffentlichung aus der Zeitschrift Cosmos bei der französischen Gesellschaft der Photographie wurde irrtümlicherweise sein Name mit Doppel-t geschrieben und deshalb heißt der Effekt seitdem Sabattier-Effekt.